# Кузнецов, Николай Анатольевич
Николай Анатольевич Кузнецов (1962—1985) — Герой Советского Союза, участник Афганской войны, командир группы 1-й роты 334-го отдельного отряда специального назначения (334-го ОоСпН) — (г. Асадабад, провинция Кунар) в составе 15-й отдельной бригады специального назначения ГРУ ГШ МО СССР — 40-я Армия Краснознамённый Туркестанский военный округ — Ограниченный контингент советских войск в Афганистане, лейтенант.

## Биография и военная служба
Родился 29 июня 1962 года в селе Первая Питерка Моршанского района Тамбовской области в крестьянской семье. Русский.
После смерти родителей остался с четырёхлетней сестрой Ниной на воспитании у бабушки — Дарьи Дмитриевны. С детских лет привык к труду — пилил дрова, убирал двор, косил сено, работал на огороде.
В пятнадцать лет Николай поступил в Ленинградское суворовское военное училище, которое окончил в 1979 году. Член КПСС с 1982 года. В 1983 году окончил с золотой медалью Ленинградское высшее общевойсковое командное училище имени С. М. Кирова. После окончания училища лейтенантом был направлен во 2-ю бригаду специального назначения ГРУ в город Псков на должность командира группы спецназначения.

## Подвиг
Из наградного листа о присвоении звания Герой Советского Союза:
«С 18 марта 1985 года — в составе ограниченного контингента советских войск в Афганистане. 21 апреля 1985 года группа лейтенанта Кузнецова Н. А. получила задачу — в составе роты разведать месторасположение и уничтожить отряд моджахедов, расположившийся в районе кишлаков Сангам и Даридам провинции Кунар в Мараварском ущелье. В ходе выполнения поставленной задачи подразделение Кузнецова было отрезано от основных сил роты. Завязался бой. Приказав группе пробиваться к своим, офицер вместе с тыловым дозором остался обеспечивать отход. Оставшись один, лейтенант Николай Кузнецов сражался до последнего патрона. Последней, шестой гранатой, подпустив врагов поближе, он подорвал их ценой своей жизни».

## Память
Похоронен на кладбище родного села Первая Питерка Моршанского района Тамбовской области.

## Звание Герой Советского Союза
Указом Президиума Верховного Совета СССР от 21 ноября 1985 года — «за мужество и героизм, проявленные при оказании интернациональной помощи Демократической Республике Афганистан, лейтенанту Кузнецову Николаю Анатольевичу посмертно присвоено звание Героя Советского Союза».

## Награды
- Медаль «Золотая Звезда»;
- орден Ленина.

## Память
- Похоронен на кладбище родного села Первая Питерка Моршанского района Тамбовской области.

Почтовый конверт СССР.

- В честь Н. А. Кузнецова в 1990 году был выпущен почтовый конверт СССР[3].
- В феврале 2009 года в городе Моршанске около здания военного комиссариата открыт памятник Кузнецову.
- В Санкт-Петербургском суворовском училище герою установлен бюст.
- Приказом Министра обороны Республики Беларусь № 95 от 19 февраля 1996 года имя лейтенанта Кузнецова Николая Анатольевича навечно занесено в списки 1 учебной роты 5 отдельной бригады специального назначения.